# Philipp Nauß
Philipp Albert Franz Alois „Wippi“ Nauß (* 3. Dezember 1881 in Wien; † 15. Juli 1958 in Graz) war ein österreichischer Fußball-Nationalspieler, sowie Oberst und Stadtkommandant von Graz.

## Karriere
Philipp Nauß war Tormann in der Frühzeit des österreichischen Fußballs beim damaligen führenden Verein WAC. Bis 1906 stand er für die Praterleute im Tor und konnte in dieser Zeit dreimal die ÖFU-Meisterschaft sowie auch dreimal den Challenge-Cup gewinnen. Philipp Nauß war auch Teil der österreichischen Mannschaft im Ur-Länderspiel 1901 gegen die Schweiz sowie beim ersten offiziellen Länderspiel 1902 gegen Ungarn. In beiden Fällen blieb er ohne Gegentreffer. Weiters war Nauß auch Tormann der Wasserballmannschaft des WAC, mit der er zehn Meistertitel holte.
Der Tormann wurde allerdings nach Innsbruck versetzt, nachdem seine sportliche Tätigkeit als Leutnant in Wien von der k.u.k. Armee missbilligt wurde. Als begeisterter Fußballer schloss er sich auch in Innsbruck als Mitglied dem Fußball Innsbruck an. Die sportliche Betätigung von Phillip Nauß auch in Innsbruck führte dazu, dass er in die Herzegowina versetzt wurde. Später kehrte er jedoch wieder nach Innsbruck zurück und widmete sich dem neuen Handballsport; zeitweise war er auch Präsident der Innsbrucker Handballverbandes.

## Erfolge
- 3 × Österreichischer Meister der ÖFU: 1901, 1902, 1903
- 3 × Challenge-Cup-Sieger: 1901, 1903, 1904

- 1 Länderspiel für die österreichische Fußballnationalmannschaft 1902

| Personendaten    | Personendaten                    |
| ---------------- | -------------------------------- |
| NAME             | Nauß, Philipp                    |
| ALTERNATIVNAMEN  | Nauß, Wippi (Spitzname)          |
| KURZBESCHREIBUNG | österreichischer Fußballtorhüter |
| GEBURTSDATUM     | 3. Dezember 1881                 |
| GEBURTSORT       | Wien                             |
| STERBEDATUM      | 15. Juli 1958                    |
| STERBEORT        | Graz                             |